# Tyloperla formosana
Tyloperla formosana är en bäcksländeart som först beskrevs av Hanjiro Okamoto 1912. 
Tyloperla formosana ingår i släktet Tyloperla och familjen jättebäcksländor. Inga underarter finns listade i Catalogue of Life.